# Brote de cólera en República Dominicana
El brote de cólera en la República Dominicana es un brote epidémico de cólera que se desató el 1 de marzo de 2011 luego de que en Haití se expandiera un brote similar en los alrededores de Artibonito. Hasta la fecha (julio de 2014) los casos de cólera en República Dominicana siguen aumentando, aunque los organismos de salud controlan la situación para que no se siga extendiendo, aunque aseguran que no afecta en ningún modo el turismo en general.

## Origen

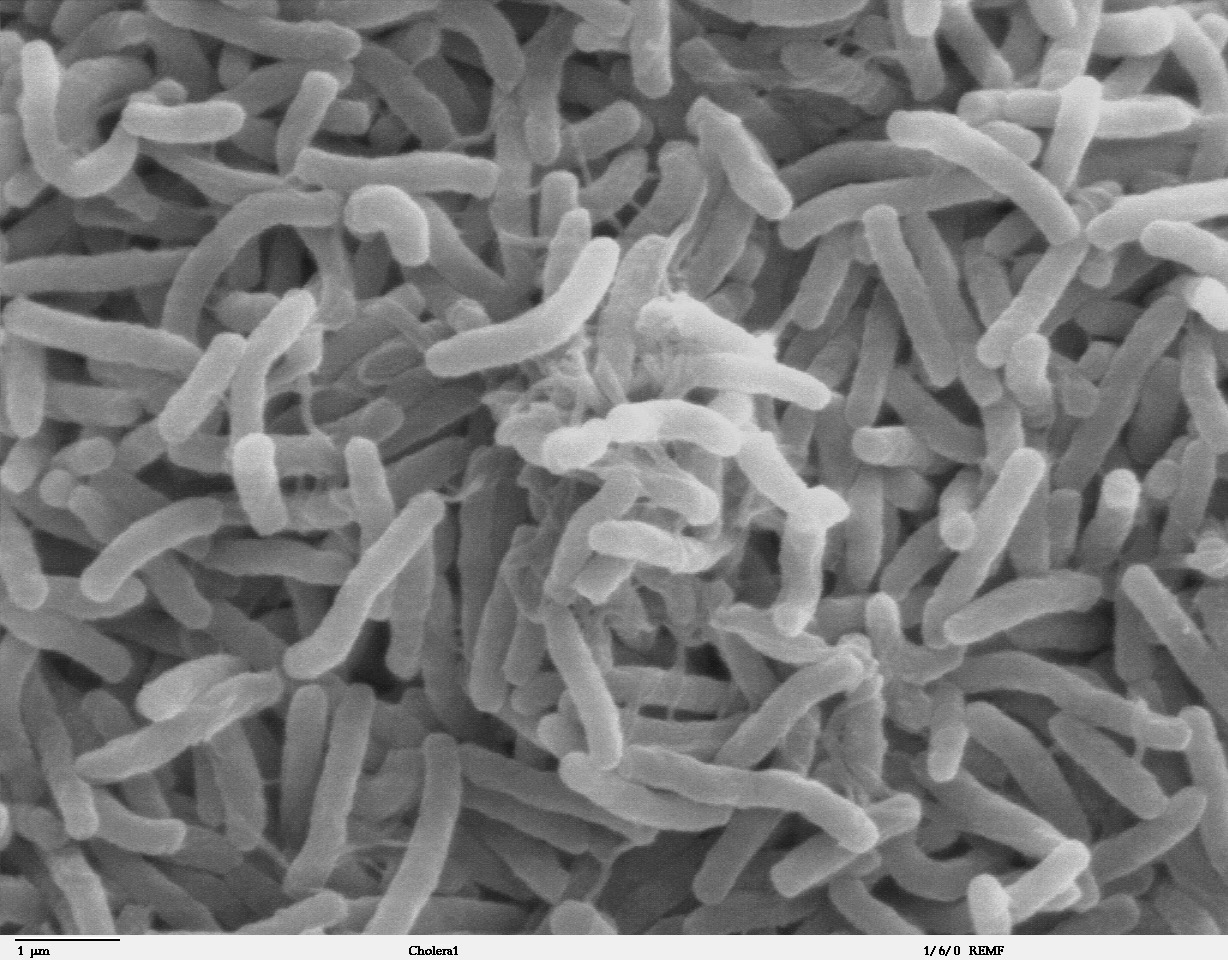
Bacteria vibrio que causa el cólera, el Vibrio cholerae.

El 21 de octubre de 2010, los Centros para el Control y Prevención de Enfermedades (CDC) de los Estados Unidos confirmaron que los casos de enfermedad diarreica aguda que se reportaron en hospitales de la región de Artibonito, en Haití, eran causados por cólera. El brote de casos representa la primera gran ocurrencia de cólera en Haití desde 50 años atrás y, como resultado, provocó el pánico y confusión en la población, complicando los esfuerzos enfocados a combatir la enfermedad.
El brote pudo originarse en Asia, pero el tratamiento del agua para el consumo humano inadecuado en Haití, tras el catastrófico terremoto de 2010, facilitó su rápida propagación.
El 28 de diciembre en unas declaraciones el expresidente cubano Fidel Castro ha responsabilizado a la Misión de Estabilización de las Naciones Unidas en Haití (MINUSTAH) de la epidemia de cólera que se ha desatado en esa isla caribeña.[cita requerida]

### Declaraciones de Senén Caba, Presidente del Colegio Médico Dominicano
Senén Caba, Director y Presidente del Colegio Médico Dominicano dijo a los medios de comunicación que la "Epidemia de Cólera en la isla no se iba a erradicar tan fácil, y que podría llevar hasta 10 años eliminar la bacteria en la isla", aunque aseguró que pasivamente la bacteria nunca desaparecerá, puesto el nivel de arrimación y bajo nivel de vida en el país.

## Zonas afectadas por el colera en la República Dominicana
La bacteria que provoca el colera tiene la característica de que solo se encuentra en los lugares donde reina la inpulcritud, y donde el agua de consumo humano no es tratable. La República Dominicana desde siempre ha tenido problemas con la distribución de agua potable, a pesar de los grandes recursos hidricos con los que cuenta el territorio nacional, los gobiernos, no han sabido como aprovechar los afluentes de agua dulce, provocando que sectores del país carezcan de agua para consumo humano, y como siempre, las zonas más pobres son las más afectas.
Esto, junto con la gran migración haitiana hacia suelo quisquellano, provocó que los ciudadanos haitianos, sin saberlo, llevaran la enfermedad desde suelo haitiano hacia las zonas pobres de República Dominicana. De este modo, los barrios donde viven personas de bajos recursos quedaron afectados, debido no solo a la migración del vecino país, sino a las condiciones insalubres y de hacinamiento que caracteriza los barrios pobres de la capital dominicana y de muchas otras zonas del país. 
En conclusión las zonas más afectadas son:
- El Gran Santo Domingo: especialmente los barrios circundantes a los ríos Ozama e Isabela, donde se concentran las poblaciones pobre de la ciudad.
- Santiago y Cibao Central.
- Zona fronteriza.
- Región Suroeste de la República Dominicana.

Cabe destacar que los polos turísticos del país no han sido tocados por el cólera, y que tampoco las zonas altas de las ciudades (zona donde vive gente de clase media y alta) han tenido contacto directo con la enfermedad, lo que hace énfasís en que el cólera es producto de la irresponsabilidad del gobierno para con las zonas pobres.

## Epidemia de cólera en Haití
Aparentemente, la fuente de la epidemia son las aguas del río Artibonito, las cuales sirven para el consumo de las personas que viven en la región. Un equipo de la ONU investiga muestras de desechos sospechosos que se estaban filtrando desde una base del equipo de ayuda nepalés, y que pudo contaminar el río y su sistema hídrico. Vincenzo Pugliese, miembro del MINUSTAH, confirmó la validez de las pruebas. La ONU también envió suministros de ayuda humanitaria y médica a las regiones afectadas. El CDC informó que las muestras de ADN tomadas de haitianos afectados demostraron pertenecer a una cepa de la bacteria Vibrio cholerae identificada como serogrupo O1, serotipo Ogawa; dicha cepa se encuentra comúnmente en el Sureste Asiático.
Gregory Hartl, vocero de la Organización Mundial de la Salud, declaró que el encontrar la causa del brote «no era importante». «Por ahora, no hay una investigación activa. No puedo decir otra cosa [si la hubiera]. Es algo en lo que no estamos pensando en estos momentos. Lo que nos preocupa es la respuesta de salud pública en Haití». Jordan Tappero, el epidemiólogo jefe del CDC, indicó que la tarea principal es controlar el brote, y no buscar el origen de la enfermedad, ya que en sus palabras «posiblemente nunca podremos conocer el origen específico de esta cepa de cólera». Una portavoz del CDC, Kathryn Harben, añadió que «en algún momento en el futuro, cuando los muchos análisis a la cepa hayan concluido, será posible identificar el origen de la cepa que causa el brote en Haití». Sin embargo, Paul Farmer, cofundador de la organización médica Partners in Health, declaró que no había razón para esperar. «La afirmación de que nunca lo sabremos no es muy probable. Tiene que haber una forma de conocer la verdad sin necesidad de señalar culpables». Un experto en cólera, John Mekalanos, apoyó la idea de que era de importancia conocer el cómo y dónde surgió la enfermedad debido a que la cepa bacteriana era una «nueva y virulenta cepa previamente desconocida en el hemisferio occidental, y todo trabajador de la salud necesita saber cómo se difunde». El 16 de noviembre, el embajador sueco en Haití declaró que había seguridad de que las cepas se habían originado en Nepal.